# Декабрьское восстание в Москве (1905)
Дека́брьское восста́ние 1905 года в Москве́ — вооружённое восстание, проходившее в Москве 9 (22)—18 (31) декабря 1905 года, кульминационный эпизод революции 1905 года в России.

## Предпосылки к восстанию
В октябре 1905 года в Москве началась стачка с целью добиться экономических уступок и политической свободы. Забастовка охватила всю страну и переросла во Всероссийскую октябрьскую политическую стачку. 12—18 октября в различных отраслях промышленности бастовало свыше 2 млн человек. 

Товарищи! Рабочий класс восстал на борьбу. Бастует пол-Москвы. Скоро может быть забастует вся Россия. <…> Идите на улицы, на наши собрания. Выставляйте требования экономических уступок и политической свободы!
— из листовки «Всеобщая забастовка» (1905)
Эта всеобщая забастовка и, прежде всего, забастовка железнодорожников, вынудили императора пойти на уступки — 17 октября был издан Манифест «Об усовершенствовании государственного порядка». Манифест 17 октября даровал гражданские свободы: неприкосновенности личности, свободу совести, слова, собраний и союзов. Манифестом был обещан созыв Государственной Думы, что по сути, влекло изменение государственного строя страны — её превращение из абсолютной монархии в конституционную.
Немедленно возникли новые, легальные профессиональные и политические союзы по всему спектру отношений к внутренней политике. Были созданы или перешли на легальное положение: Партия социалистов-революционеров, РСДРП, Конституционно-демократическая партия, «Союз 17 октября», Русская монархическая партия, «Союз Русского Народа» и др.
Манифест 17 октября был серьёзной победой в борьбе за народное представительство во власти, но крайние левые партии — большевики и эсеры — не поддержали его. Большевики объявили о бойкоте I Думы и продолжали курс на вооружённое восстание, принятый ещё в апреле 1905 года на III съезде РСДРП в Лондоне:

Никаких переговоров с самодержавием! Изменник тот, кто протягивает руку разлагающемуся порядку…. Да здравствует всенародное восстание!— из листовки РСДРП «В борьбе» (сентябрь-октябрь 1905 года)
По утверждению историка Е. Ю. Спицына, ключевую роль в финансировании как большевистских, так и эсеровских боевых организаций и их боевиков в ходе подготовки и осуществления активной фазы восстания сыграло московское потомственное купечество, в первую очередь выходцы из старообрядческих общин — купеческие династии Морозовых, Коноваловых, Прохоровых.

## Подготовка восстания
К 23 ноября московским цензурным комитетом были возбуждены уголовные преследования против редакторов либеральных газет: «Вечерняя почта», «Голос жизни», «Новости дня», против социал-демократической газеты «Московская правда».
27 ноября (10 декабря) в Москве вышел первый номер легальной большевистской газеты «Борьба», средства на которую выделил издатель Сергей Скирмунт. Газета была посвящена целиком революционному движению рабочего класса. Всего вышло 9 номеров; последний номер вышел с воззванием «Ко всем рабочим, солдатам и труженикам!», призывавшим к всеобщей политической стачке и вооружённому восстанию.
В декабре были возбуждены уголовные преследования против редакторов большевистских газет «Борьба» и «Вперёд». В декабрьские дни подверглись преследованиям редактор либеральной газеты «Русское слово», а также редакторы сатирических журналов «Жало» и «Шрапнель».
2 декабря 1905 года в Москве солдаты 2-го гренадерского Ростовского полка выбрали полковой комитет, который выдвинул требования созыва Учредительного собрания, передачи земли крестьянам, освобождения политических заключенных и обратился с воззванием ко всем войскам московского гарнизона поддержать его требования. Это воззвание нашло отклик в других гренадерских полках 1-й и 2-й дивизий Гренадерского корпуса. Был создан Совет солдатских депутатов из представителей Ростовского, Екатеринославского и некоторых других гренадерских полков. Но командованию гарнизона с помощью верных присяге драгун и казаков 2-й бригады 1-й кавалерийской дивизии того же Гренадерского корпуса удалось изолировать ненадежные воинские части в казармах, лишив их доступа к оружию.
5 декабря 1905 года, в училище Фидлера собрался первый московский Совет рабочих депутатов (по другим источникам состоялось заседание Московской городской конференции большевиков), решивший объявить 7 декабря всеобщую политическую стачку и перевести её в вооружённое восстание. Училище Фидлера уже давно было одним из центров, в котором собирались революционные организации, там часто происходили и митинги.

#### Стачка
7 декабря забастовка началась. В Москве остановились крупнейшие предприятия, прекратилась подача электроэнергии, остановились трамваи, закрылись магазины. Забастовка охватила около 60 % московских заводов и фабрик, к ней примкнули технический персонал и часть служащих Московской городской Думы. На многих крупных предприятиях Москвы рабочие не вышли на работу. Состоялись митинги и собрания под охраной вооружённых дружин. Наиболее подготовленная и хорошо вооружённая дружина была организована Николаем Шмитом на его фабрике на Пресне.
Было парализовано железнодорожное сообщение (действовала только Николаевская дорога до Санкт-Петербурга, которую обслуживали солдаты). С 4 часов дня город погружался в темноту, поскольку Совет запретил фонарщикам зажигать фонари, многие из которых были к тому же разбиты. В такой ситуации 8 декабря московский генерал-губернатор Ф. В. Дубасов объявил в Москве и всей Московской губернии чрезвычайное положение.
Несмотря на обилие угрожающих внешних признаков, настроение москвичей было, скорее, бодрое и радостное.

«Точно праздник. Везде массы народу, рабочие гуляют веселой толпой с красными флагами, — записала в дневнике графиня Е. Л. Камаровская. — Масса молодёжи! То и дело слышно: „Товарищи, всеобщая забастовка!“ Таким образом, точно поздравляют всех с самой большой радостью… Ворота закрыты, нижние окна — забиты, город точно вымер, а взгляните на улицу — она живёт деятельно, оживлённо».

Вечером на Пресне был создан Боевой Комитет, организовавший пресненских рабочих и заседавший в столовой Прохоровской мануфактуры, в который вошли 2 эсера, 1 меньшевик и 2 большевика. Руководителем дружин был назначен большевик Седой (Зиновий Литвин-Седой), его помощником стал эсер Медведь (Михаил Соколов, будущий организатор партии эсеров-максималистов).
В ночь с 7 на 8 декабря были арестованы члены московского комитета РСДРП Виргилий Шанцер (Марат) и Михаил Васильев-Южин.

«В ночь на 8 декабря — перестрелка дружинников с городовыми. В 3 ч. ночи разграблен дружинниками оружейный магазин Биткова на Большой Лубянке. Днём один торговец на Тверской, фруктовщик Кузьмин, не пожелавший подчиниться требованию забастовщиков, был тут же уложен на месте тремя револьверными выстрелами. В ресторане „Волна“, в Каретном ряду, забастовщики изранили ножами швейцара, не пожелавшего их впустить».— 

#### 8 декабря. Сад «Аквариум». Теракт против Охранного отделения
Первое столкновение, пока без кровопролития, произошло 8 декабря вечером в саду «Аквариум» (возле нынешней Триумфальной площади у Театра имени Моссовета). Полиция попыталась разогнать многотысячный митинг, разоружив присутствовавших на нём дружинников. Однако действовала она очень нерешительно, и большинство дружинников сумели скрыться, перемахнув через невысокий забор. Несколько десятков арестованных на следующий день были отпущены.
Однако в ту же ночь слухи о массовом расстреле митинговавших подвигли нескольких эсеровских боевиков на совершение первого теракта: пробравшись к зданию Охранного отделения в Гнездниковском переулке, они метнули в его окна две бомбы. Один человек был убит, ещё несколько ранены.

#### 9 декабря. Обстрел дома Фидлера
Вечером 9 декабря в Московское реальное училище Фидлера собралось около 150—200 дружинников, гимназистов, студентов, учащейся молодёжи. Обсуждался план захвата Николаевского вокзала с целью перерезать сообщение Москвы с Петербургом. После собрания дружинники хотели пойти разоружать полицию.
К 21 часу дом Фидлера был окружён войсками, которые предъявили ультиматум о сдаче. После отказа сдаться войсками был произведён артиллерийский обстрел дома. Только тогда дружинники сдались, потеряв три человека убитыми и 15 ранеными. Небольшой части дружинников удалось бежать. Впоследствии 99 человек были преданы суду, но большинство из них — оправданы.

В тот же день [9 декабря] войска бомбардировали училище Фидлера, где засели боевые дружины. С балкона была брошена в войска бомба. Было произведено 12 орудийных выстрелов и несколько ружейных залпов, после чего революционеры сдались в числе 118 чел., потеряв 3 убитыми и 15 ранеными. Со стороны войск убит один прапорщик и ранены 3 пехотных нижних чина, драгун и жандарм. В училище обнаружено 12 бомб, много оружия и большое количество патронов.— из справки департамента полиции о революционном движении в Москве в декабре 1905 г.
Сам Фидлер также был арестован.
Разгром боевиков в училище Фидлера правительственными войсками ознаменовал переход ко всеобщему вооружённому восстанию. Ночью и в течение следующего дня Москва покрылась сотнями баррикад. Вооружённое восстание началось.

## Открытое противостояние
10 декабря строительство баррикад развернулось повсюду. Топография баррикад в основном была такова: через Тверскую улицу от Трубной площади до Арбата; по Садовой — от Сухаревского бульвара и Садово-Кудринской улицы до Смоленской площади; по линии Бутырской и Дорогомиловской застав; на пересекающих эти магистрали улицах и переулках. Отдельные баррикады строились и в других районах города, например в Замоскворечье, Хамовниках, Лефортове. Баррикады, разрушенные войсками и полицией, вплоть до 11 декабря активно восстанавливались.
Дружинники, вооружённые в основном револьверами, некоторые также доставленными нелегально ружьями «Винчестер», начали атаковать солдат, полицейских и офицеров. Московские власти самоустранились от борьбы с восстанием и не оказывали никакой поддержки армии.
По подсчетам историка Антона Вальдина, количество вооружённых дружинников не превышало 1000—1500 человек. Современник и участник событий, историк, академик Михаил Покровский определял вооружённость так: «вооружённых несколько сот, большинство обладало мало годными револьверами» и «700—800 человек дружинников, вооружённых револьверами». Применяя типичную тактику партизанской войны, они не удерживали позиций, а стремительно и порой хаотично перемещались с одной окраины на другую. Кроме того, в ряде мест действовали небольшие мобильные группы (летучие дружины) под руководством боевиков-эсеров и сформированная по национальному признаку дружина студентов-кавказцев. Командовал такой дружиной и известный скульптор Сергей Коненков, а под его началом действовал будущий поэт Сергей Клычков. Боевики нападали на отдельные воинские посты и городовых.
Бои развернулись на Кудринской площади, Арбате, Лесной улице, на Серпуховской и Каланчёвской площадях, у Красных ворот, у Хамовнической заставы.

МОСКВА, 10 декабря.
Сегодня революционное движение сосредотачивается главным образом на Тверской улице между Страстной площадью и Старыми Триумфальными воротами. Тут раздаются выстрелы орудий и пулеметов. Сосредоточилось движение здесь ещё в полночь на сегодня, когда войска обложили дом Фидлера в Лобковском переулке и захватили здесь всю боевую дружину, а другой отряд войска остальную охрану Николаевского вокзала.
План революционеров заключался, как говорят, в том, чтобы сегодня на рассвете захватить Николаевский вокзал и взять в свои руки сообщение с Петербургом, а затем боевая дружина должна была идти из дома Фидлера, чтобы завладеть зданием думы и государственным банком и объявить временное правительство. <…>
Сегодня в 2 1/2 часа утра, двое молодых людей, проезжая на лихаче по Большому Гнездниковскому переулку, бросили в двухэтажное здание охранного отделения две бомбы. Произошел страшный взрыв. В охранном отделении выломана передняя стена, снесена часть переулка и разворочено все внутри. При этом тяжело ранен околоточный надзиратель, который уже умер в Екатерининской больнице, и убиты городовой и нижний чин пехоты, случайно здесь находившиеся. В соседних домах выбиты все стекла. <…>
Исполнительный комитет совета рабочих депутатов особыми прокламациями объявил вооружённое восстание на 6 часов вечера, даже всем извозчикам предписано было кончить работу к 6 часам. Однако действия начались гораздо раньше. <…>
В 3 1/2 часа дня сбиты баррикады у Старых Триумфальных ворот. Имея позади два оружия, войска прошли сквозь всю Тверскую, сломали баррикады, очистили улицу, а затем орудиями обстреляли Садовую, куда бежали защитники баррикад. <…>
Исполнительный комитет совета рабочих депутатов запретил булочным печь белый хлеб, так как пролетариату нужен только чёрный хлеб, и сегодня Москва была без белого хлеба.<…>
Около 10 ч. вечера войска разобрали на Бронной все баррикады. В 11 1/2 ч. везде было тихо. Стрельба прекратилась, только изредка, патрули, объезжая город, обстреливали улицы холостыми залпами, чтобы пугать толпу.

10 декабря восставшим стало ясно, что свой тактический план: зажать в Садовое кольцо центр, продвигаясь к нему из окраин, им выполнить не удалось. Районы города оказались разобщёнными и управление восстанием перешло в руки районных Советов и уполномоченных Московского комитета РСДРП в этих районах. В руках восставших оказались: район Бронных улиц, который обороняли студенческие дружины, Грузины, Пресня, Миусы, Симоново. Вечером 10 декабря восставшие разграбили оружейные магазины Торбека и Тарнопольского. Первый пострадал значительно, так как в нём от пожара произошёл взрыв. Остальные торговали только револьверами — единственным товаром, на который был спрос.
Общегородское восстание раздробилось, превратившись в серию восстаний районов. Повстанцам было необходимо срочно поменять тактику, приёмы и способы ведения уличных боёв. В связи с этим 11 декабря в газете «Известия Моск. С. Р. Д.» № 5 были опубликованы «Советы восставшим рабочим»:

" <…> основное правило — не действуйте толпой. Действуйте небольшими отрядами человека в три-четыре. Пусть лишь этих отрядов будет может быть больше, и пусть каждый из них выучиться скоро нападать и скоро исчезать.

<…> не считая того, не занимайте укреплённых мест. Войско их постоянно сможет взять либо просто повредить артиллерией. Пусть нашими крепостями будут проходные дворы из которых просто стрелять и просто уйти <…>.

Эта тактика имела некий успех, но отсутствие у восставших централизованного управления и единого плана восстания, их малый профессионализм и военно-техническое преимущество правительственных войск поставили силы восставших в оборонительное положение.
К 12 декабря наиболее упорные бои велись в Замоскворечье: дружины типографии Сытина, фабрики Цинделя; — в Бутырском районе: Миусского трамвайного парка, фабрики Гобая под управлением П. М. Щепетильникова и М. П. Виноградова; — в Рогожско-Симоновском районе: так называемая «Симоновская республика», укреплённый самоуправляющийся рабочий район в Симоновской слободе. Из представителей завода «Динамо», трубопрокатного завода Гана и остальных заводов — всего около 1000 рабочих — там были сделаны дружины, полиция изгнана, слобода окружена баррикадами; и — на Пресне.
В банях Бирюкова пресненские революционеры организовали госпиталь. Старожилы вспоминали, что в перерывах между боями там парились дружинники, оборонявшие баррикады, которые были построены у Горбатого моста и у Кудринской площади.

МОСКВА, 12 декабря. Сегодня партизанская война продолжается, но уже с меньшей энергией со стороны революционеров. Утомились ли они, выдохся ли революционный подъём или это новый тактический манёвр — сказать трудно, но сегодня стрельбы много меньше.<…>
С утра открылись некоторые лавки и магазины, и торговали хлебом, мясом и другой провизией, но после полудня все закрылось, и улицы опять приняли вымерший вид с заколоченными наглухо магазинами и выбитыми от сотрясения вследствие артиллерийской канонады стеклами в окнах. Движение по улицам очень слабое. <…>
Сегодня стала работать добровольная милиция, организованная генерал-губернатором при содействии «союза русских людей». Милиция действует под руководством полицейских; она приступила сегодня к разборке баррикад и к исполнению других полицейских функций в трёх полицейских участках. Постепенно эта милиция будет введена и в других участках на всем протяжении города. Революционеры назвали эту милицию черносотенною.
Сегодня на рассвете сгорела типография Сытина на Валовой улице. Типография эта представляет огромное роскошное по архитектуре здание, выходившее на три улицы. Со своими машинами она оценивалась в миллион рублей. В типографии забаррикадировались до 600 дружинников, преимущественно рабочих печатного дела, вооружённых револьверами, бомбами и особого рода скорострелами, называемыми ими пулеметами. Чтобы взять вооружённых дружинников, типографию окружили всеми тремя родами оружия. Из типографии стали отстреливаться и бросили три бомбы.
Артиллерия обстреливала здание гранатами. Дружинники, видя своё положение безвыходным, зажгли здание, чтобы воспользовавшись суматохой пожара, уйти. Им это удалось. Они почти все спаслись через соседний Монетчиковский переулок, но здание всё выгорело, остались только стены. В огне погибло много людей, семьи и дети рабочих, живших в здании, а также посторонних лиц, живших в этом районе. Понесли потери убитыми и ранеными войска, осаждавшие типографию.
В течение дня артиллерии пришлось обстреливать целый ряд частных домов, из которых бросали бомбы или стреляли в войска. Во всех этих домах образовались значительные бреши. <…>
Защитники баррикад держались прежней тактики: давали залп, рассыпались, стреляли из домов и из засад, и переходили в другое место. <…>

В ночь с 14 на 15 декабря из Петербурга по действовавшей Николаевской железной дороге прибыли 2 тысячи солдат Семёновского лейб-гвардии полка.
К утру 15 декабря, когда солдаты Семёновского полка прибыли в Москву, действовавшие в городе казаки и драгуны при поддержке артиллерии оттеснили повстанцев из их опорных районов на Бронных улицах и Арбате. Дальнейшие боевые действия с участием гвардейцев шли на Пресне вокруг фабрики Шмита, превращенной тогда в арсенал, типографию и лазарет для живых повстанцев и морг — для погибших.
15 декабря полиция задержала 10 дружинников. При них оказалась переписка, из которой следовало, что в восстании замешаны такие богатые предприниматели, как Савва Морозов и 22-летний Николай Шмит, унаследовавший в Москве мебельную фабрику, а также — часть либеральных кругов России, переводивших через газету «Московские ведомости» значительные пожертвования «борцам за свободу».
Сам Николай Шмит и две его младших сестры все дни восстания составляли штаб фабричной дружины, координируя действия групп её дружинников друг с другом и с руководителями восстания, обеспечивая работу самодельного печатного устройства — гектографа. Для конспирации Шмиты пребывали не в семейном особняке при фабрике, а в съемной квартире на Новинском бульваре.
В это же время одной из групп боевиков во главе с эсером-максималистом Владимиром Мазуриным 15 декабря была осуществлена показательная казнь помощника начальника Московской сыскной полиции 37-летнего Александра Войлошникова, хотя тот по роду службы не имел прямого касательства к политическим делам. Войлошников, до этого долгое время проработавший в охранном отделении, был расстрелян революционерами в собственной квартире в присутствии жены и детей.

«Около 6 часов вечера у дома Скворцова в Волковом переулке на Пресне появилась группа вооружённых дружинников… в квартире Войлошникова раздался звонок с парадного хода… С лестницы стали кричать, угрожая выломать дверь и ворваться силою. Тогда Войлошников сам приказал открыть дверь. В квартиру ворвалось шесть человек, вооружённых револьверами… Пришедшие прочли приговор революционного комитета, согласно которому Войлошников должен был быть расстрелян… В квартире поднялся плач, дети бросились умолять революционеров о пощаде, но те были непреклонны. Они вывели Войлошникова в переулок, где тут же у дома приговор и был приведен в исполнение… Революционеры, оставив труп в переулке, скрылись. Тело покойного было подобрано родными».

 Газета «Новое время».

16—17 декабря центром боев стала Пресня, где сосредоточились дружинники. Семеновским полком был занят Казанский вокзал и несколько близлежащих железнодорожных станций. Также 16 декабря в Москву прибыли новые воинские части: Конно-гренадерский лейб-гвардии полк, часть Гвардейской артиллерии, Ладожский полк и железнодорожный батальон.
Кроме того, для подавления мятежа по линии Московско-Казанской железной дороги командир Семёновского полка полковник Мин, выделил из своего полка шесть рот под командой 18 офицеров и под начальством полковника Римана для восстановления порядка в рабочих посёлках, на заводах и фабриках вдоль линии.
Ранним утром 17 декабря Николая Шмита арестовали. Тогда же артиллерия Семёновского полка начала обстрел фабрики Шмита. В тот день фабрика и соседний особняк Шмитов сгорели. При этом часть их имущества успели растащить по домам не занятые на баррикадах местные жители, в основном, рабочие соседних фабрик.
Однако командир боевой дружины фабрики Шмита Михаил Николаев и его помощник Колокольцев сумели бежать из Москвы, получив от младшей сестры Н. П. Шмита Екатерины фальшивые паспорта и деньги на дорогу.

17 декабря, 3 ч. 45 м. Стрельба на Пресне усиливается: стреляют войска, стреляют и революционеры из окон зданий, охваченных огнём. Бомбардируют фабрику Шмидта и Прохоровскую мануфактуру. Жители сидят в подвалах и погребах. Обстреливается Горбатый мост, где устроена очень сильная баррикада. Подходят ещё войска. <…>

 Газета «Новое время», 18 (31) декабря 1905 года.

Подразделения лейб-гвардии Семёновского полка захватили штаб революционеров — фабрику Шмита, и освободили рабочих фабрики Прохорова, которые подвергались репрессиям со стороны боевиков.
Генерал-квартирмейстер Московского военного округа С. Шейдеман в своем приказе от 18 декабря предписывал: «Если будет оказано вооруженное сопротивление, то истреблять всех, не арестовывая никого». Без суда только во время карательной экспедиции по линии Московско-Казанской железной дороги было расстреляно более 150 человек, из которых наиболее известны Алексей Ухтомский и Фёдор Мантулин.
К 19 декабря восстание было подавлено.

## Последствия
Восстание вызвало многочисленные человеческие жертвы среди мирного населения Москвы — погибло как минимум 580 городских обывателей, 14 московских дворников и 36 московских полицейских, среди горожан было много раненых. Была нарушена нормальная функция городского хозяйства, осложнён подвоз продовольствия и топлива в город, серьёзный ущерб причинён имуществу города и граждан — несколько десятков жилых, производственных и общественных зданий сгорело или было разрушено в ходе боёв, многие улицы лишились разобранного для строительства баррикад дорожного покрытия — булыжного камня, освещения, телефонной связи. Всё это — среди суровой московской зимы. Усилился отъезд буржуазно настроенных элементов из Москвы за границу: с 1 января по 12 июня 1906 года выдано было почти столько же загранпаспортов, сколько было выдано за весь 1905-й.
Согласно отчету московского генерал-губернатора Ф. В. Дубасова, подавившего декабрьское восстание, всего погибло:
солдат, казаков и офицеров — 15; полицейских — 23; дворников и сторожей — 16.
Убито в бою в «толпах мятежников»: мужчин — 93; женщин — 2.
Убито гражданских «случайно» и при артобстрелах, чья принадлежность к мятежникам невыяснена: мужчин — 223; женщин — 48; детей: мальчиков — 21; девочек — 6.
Всего: чинов и должностных лиц убито 54, ранено 119. Частных лиц убито 393, ранено 691.

## Память

#### В мемуарной и исторической литературе
Большинство мемуаров о событиях тех дней принадлежит самим участникам восстания. Вне зависимости от партийной принадлежности авторов и их дальнейших отношений с Советской Россией и СССР, все подобные мемуары в целом содержат ряд утверждений, не поддерживаемых официальными отчётами о мерах, принятых при подавлении восстания. В частности, сведения о массированном применении против восставших артиллерии и пулемётов; о ведении огня на поражение из ручного оружия по безоружным; о массовом применении отточенного холодного оружия (шашек) на поражение против мирных демонстрантов; о жестоком обращении с захваченными боевиками; о бессудных расправах над захваченными боевиками, включая применение отточенного холодного оружия (рубка); — отсутствуют в официально изданных по случаю восстания приказах и распоряжениях властей.

В 9 часов вечера дом Фидлера был окружён войсками.
Вестибюль сейчас же заняла полиция и жандармы. Вверх шла широкая лестница. Дружинники расположились в верхних этажах — всего в доме было четыре этажа. Из опрокинутых и наваленных одна на другую школьных парт и скамей была устроена внизу лестницы баррикада. Офицер предложил забаррикадировавшимся сдаться. Один из начальников дружины, стоя на верхней площадке лестницы, несколько раз спрашивал стоявших за ним, желают ли они сдаться — и каждый раз получал единодушный ответ: «Будем бороться до последней капли крови! лучше умереть всем вместе!» Особенно горячились дружинники из Кавказской дружины. Офицер предложил уйти всем женщинам. Две сестры милосердия хотели было уйти, но дружинники им это отсоветовали. «Всё равно вас на улице растерзают!» — «Вы должны уйти», — говорил офицер двум юным гимназисткам. — «Нет, нам и здесь хорошо», — отвечали они, смеясь. — «Мы вас всех перестреляем, лучше уходите», — шутил офицер. — «Да ведь мы в санитарном отряде — кто же будет раненых перевязывать?» «Ничего, у нас есть свой Красный Крест», — убеждал офицер. Городовые и драгуны смеялись. Подслушали разговор по телефону с Охранным Отделением. — «Переговоры переговорами, а всё-таки всех перерубим».
В 10.30 сообщили, что привезли орудия и наставили их на дом. Но никто не верил, что они начнут действовать. Думали, что повторится то же самое, что вчера было в «Аквариуме» — в конце концов, всех отпустят. — «Даем вам четверть часа на размышление, — сказал офицер. — Если не сдадитесь, ровно через четверть часа начнём стрелять». — Солдаты и все полицейские вышли на улицу. Сверху свалили ещё несколько парт. Все встали по местам. Внизу — маузеры и винтовки, выше — браунинги и револьверы. Санитарный отряд расположился в четвёртом этаже.
Было страшно тихо, но настроение у всех было приподнятое. Все были возбуждены, но молчали. Прошло десять минут. Три раза проиграл сигнальный рожок — и раздался холостой залп из орудий. В четвёртом этаже поднялась страшная суматоха. Две сестры милосердия упали в обморок, некоторым санитарам сделалось дурно — их отпаивали водой. Но скоро все оправились. Дружинники были спокойны. Не прошло и минуты — и в ярко освещённые окна четвёртого этажа со страшным треском полетели снаряды. Окна со звоном вылетали. Все старались укрыться от снарядов — упали на пол, залезли под парты и ползком выбрались в коридор. Многие крестились. Дружинники стали стрелять как попало. С четвёртого этажа бросили пять бомб — из них разорвались только три.
Одной из них был убит тот самый офицер, который вёл переговоры и шутил с курсистками. Трое дружинников были ранены, один — убит. После седьмого залпа орудия смолкли. С улицы явился солдат с белым флагом и новым предложением сдаться. Начальник дружины опять начал спрашивать, кто желает сдаться. Парламентёру ответили, что сдаваться отказываются.
Во время 15-ти минутной передышки И. И. Фидлер ходил по лестнице и упрашивал дружинников: — «Ради Бога, не стреляйте! Сдавайтесь!» — Дружинники ему ответили: — «Иван Иванович, не смущайте публику — уходите, а то мы вас застрелим». — Фидлер вышел на улицу и стал умолять войска не стрелять. Околоточный подошёл к нему и со словами — «мне от вас нужно справочку маленькую получить» — выстрелил ему в ногу. Фидлер упал, его увезли (он остался потом хромым на всю жизнь — это хорошо помнят парижане, среди которых И. И. Фидлер жил, в эмиграции, где и умер).
Опять загрохотали пушки и затрещали пулемёты. Шрапнель рвалась в комнатах. В доме был ад. Обстрел продолжался до часу ночи.
Наконец, видя бесполезность сопротивления — револьверы против пушек! послали двух парламентёров заявить войскам, что сдаются. Когда парламентеры вышли с белым флагом на улицу, пальба прекратилась. Вскоре оба вернулись и сообщили, что командующий отрядом офицер дал честное слово, что больше стрелять не будут, всех сдавшихся отведут в пересыльную тюрьму (Бутырки) и там перепишут. К моменту сдачи в доме оставалось 130—140 человек. Человек 30 главным образом рабочие из железнодорожной дружины и один солдат, бывший в числе дружинников — успели спастись через забор. Сначала вышла первая большая группа — человек 80-100. Оставшиеся спешно ломали оружие, чтобы оно не досталось врагу — с размаху ударяли револьверами и винтовками о железные перила лестницы. На месте найдены были потом полицией 13 бомб, 18 винтовок и 15 браунингов.

Часть сдавшихся была зарублена уланами. Приказ отдал корнет Соколовский, и если бы не остановивший бойню [офицер] Рахманинов, то едва ли кто-нибудь уцелел. Тем не менее многие фидлеровцы получили увечья, а около 20 человек были зарублены. Небольшой части дружинников удалось бежать. Впоследствии 99 человек были преданы суду, но большинство из них — оправданы.— В.М. Зензинов, Пережитое (1953)
Что касается исторической литературы, история восстания широко разрабатывалась в СССР, однако советские источники по этому вопросу нельзя считать вполне нейтральными.
```
<…> полковник Мин отдал приказ, в котором предписывалось буквально следующее: „<…> арестованных не иметь и действовать беспощадно. Каждый дом, из которого будет произведён выстрел, уничтожать огнём или артиллериею.“
[
37
]
.
```

По сведениям офицеров расквартированного в то время в Хамовнических казармах Сумского драгунского полка, принимавших участие как в событиях предшествовавших восстанию, так и в его подавлении, восставшие не только отметились многочисленными — иногда успешными для них — провокациями, но и в своих мемуарах не раз очевидно «грешили против истины». Так, шашки в Русской императорской армии в мирное время полагалось держать в неотточенном состоянии, приказ отточить шашки даже в условиях чрезвычайного положения мог отдать генерал в должности не ниже командующего округом. Такого приказа не только не последовало, но был подтверждён приказ шашек ни в коем случае не точить, а против бунтующих толп действовать исключительно обухом.
Потери полка за время восстания составили только 1 рядового драгуна раненым при разгроме дома Фидлера и убитыми — 30 лошадей.

#### Музеи, памятники и топонимы
В Пресненском районе Москвы:
- Историко-мемориальный музей «Пресня» и свето-динамическая диорама «Героическая Пресня. 1905 год».
- Улица 1905 Года и станция метро «Улица 1905 года».
- Памятник героям революции 1905—1907 гг. (Москва). Скульпторы В. Фёдоров, О. Иконников. Архитекторы М. Константинов, А. Половников, В. Фурсов. 1981 год.
- Парк имени Декабрьского вооружённого восстания со скульптурой «Булыжник — оружие пролетариата» и обелиском «Героям декабрьского вооружённого восстания 1905 года».

#### В филателии
Событиям на Красной Пресне во время восстания в Москве посвящены почтовые марки СССР:
- Почтовая марка СССР, 1930 год
- Почтовая марка СССР, 1930 год
- Почтовая марка СССР, 1956 год, посвященная 50-летию декабрьского вооруженного восстания в Москве